# National Security Archive
La National Security Archive (« Archive de la Sécurité nationale ») est une association à but non lucratif américaine fondée en 1985 et basée à l'université George-Washington. Elle publie sur Internet des documents déclassifiés de la CIA obtenus en vertu du Freedom of Information Act, une loi du Congrès signée le 4 juillet 1966 par le président Lyndon B. Johnson, entrée en application l'année suivante (cette loi est fondée sur le principe de la liberté d'information ; en français, son nom se traduit par l'expression « Loi pour la liberté d'information ». 